# 성숙 (심리학)
심리학(psychology)에서 성숙(maturity)이란 환경에 대응하는 능력으로, 자신이 처한 환경과 사회 문화에 따라 행동할 때와 장소를 정확히 알고 언제 움직일지를 아는 것이다. 성인 발달(adult development)과 성숙에 관한 이론들에서는 삶의 개념에서의 목표를 포함한다. 여기서 성숙은 삶이 의미있다는 느낌을 주는데 있어 중요한 삶의 목적(purpose), 방향성(directedness), 의도(intentionality)에 대한 명확한 인지를 중요시한다.
의사결정 행동에 있어 한 성인으로부터의 후견(guardianship)과 감독에 의존하는 상태에서 벗어나는 것을 성숙이라 한다.  성숙은 법률적, 사회적, 종교적, 정치적, 성적, 정서적, 지능적 상황마다 다르게 정의된다. 각 상황이나 맥락마다 부여되는 연령이나 자질은 사회적 감정(social sentiment)의 결과로서 다양한 문화적으로 유의미한 독립(independence)의 지표와 연결되어 있다. 심리적 성숙(psychological maturity)이란 개념은 법률적 사회적 맥락에서 모두 함의를 가지고 있는 반면, 정치적 행동주의와 과학적 증거는 계속해서 성숙을 재정의해 가고 있다. 이런 요소들로 인해, 성숙과 미성숙에 대한 개념이나 정의는 주관적이기도 하다.
미국심리학자 제롬 브루너(Jerome Bruner)는 진지한 결과 없이 실험적인 놀이(experimental play)를 위한 시간으로서 미성숙기가 필요하다고 보았다. 브루너는 미성숙기동안 어린 동물은 많은 시간을 들여 엄마의 감시와 엄마와의 활동을 조화시키면서 숙달된 타인의 행동을 관찰한다고 본다. 따라서 상징과 도구를 통하여 달성하게 될 인간 개조(human innovation)의 핵심은, 세계와 상호작용하는 능력에 대한 한계를 확장적으로 탐색하는 과정을 통하여, 반복 연습하고, 숙달하며, 다양한 놀이 형태로 드러나는 재해석적 모방(reinterpretive imitation)에 있다. 진화심리학자들은 아이들에게 있어 인지적 미성숙(cognitive immaturity)은 아이 자신들의 미발달한 메타인지(meta-cognition)와 판단력, 위험한 방식에 처하게 할 취약성(vulnerability)으로부터 자신을 지켜줄 일종의 보호 장벽으로 기능하여, 미성숙 자체가 환경에 적응하게 하는 목적을 달성한다고 가설을 제시하였다. 오늘날 청소년들에게, 21세기 접어들어 '놀이(play)'와 학교교육의 기간이 점차 늘어나고 있는 것은 세계와 기술이 복잡해지면서 다양한 스킬의 복잡성과 선행적으로 갖춰야 할 능력에 대한 요구가 지나치게 커졌기 때문이다. 청소년들의 행동적 정서적 문제 대부분은 유년 시절 이들에게 부과된 요구사항들이 늘어난 것에서 발생한다. 이러한 요구사항들은 어른의 기준에 맞춘 직능이나 기대치에서 유래한 것들이 점차 늘고 있다.

## 사회정서적 인지적 표지
심리적 성숙은 개인의 의사결정 능력의 자율(autonomy)에 특히 기반을 두고 있지만, 이러한 성숙의 결과물은 인지(cognition)는 물론, 평생에 걸쳐 진행되는 정서적, 사회적, 도덕적 발달 과정에 깊이 기반을 두고 있다. 다양한 이론들은 성숙도 지표를 인지하는 구조들을 제공해 왔다. 에릭슨의 심리사회 발달의 단계(Erikson's stages of psychosocial development)는 성인의 성숙 발전 단계를 설명하면서, 특정한 종류의 사회심리적 갈등(psychosocial conflict)을 특성으로 하는 각각의 성숙 단계를 제시하였다. 정체성 단계(Identity stage)는 역할탐색(role exploration)과 역할혼란(role confusion), 성적 정체성 탐색, 기타 정체성 탐색 문제를 특성으로 한다. 청소년들은 서로 갈등하는 가치와 자아들이 얽힌 그물망속에서 항해하며 '자신이 장차 되고자 하는 사람'과 '사회가 바라는 사람'으로 성장하고자 한다. 에릭 에릭슨(Erik Erikson)은 단계가 전체적으로 미리 지정된 지점에서 시작하고 끝나지는 않지만, 정체성 단계와 같은 경우 갈등이 해결되지 않으면 성인기에도 이어질 수 있다고 주장한다. 피아제의 인지 발달 이론(Piaget's theory of cognitive development)은 형식적 운영 단계(formal operational stage)를 고원(plateau)으로 정의한다. 상징(symbol)을 이용하여 논리적으로 생각할 수 있고, 또한 구체적 사고 혹은 즉각성(immediacy)이나 사실(fact)에 기반한 사고에서 추상적 사고 혹은 반성(reflection)과 연역(deduction)을 사용하는 사고로 이동하는 경우, 이 고원에 도달할 수 있다. 이 이론들은 청소년 발달에 대한 연구를 형상화해 왔고, 성인기 이전에 보이는 인지적 한계를 반영한다.
성숙이란 용어가 어린아이에게 필요한 것으로 정의되기도 하나, 연구는 어린이들이 자신의 자율감각과 개인의 통제권을 명확히 가지고 있다는 것을 밝혔다.예를 들어, 미국 초등학생들은 자신의 옷, 머리형태, 친구, 취미, 미디어 선택에 대한 부모의 권한이 한계가 있다는 것을 잘 알고 있다. 그러나 초등학생 즈음에 보편권리로서 발언의 자유를 이해하는 것과 함께, 이러한 개인의 자율성에 대하여 보이는 어설픈 인식은 이후에 발전하여 개인의 자유에 대하여 더 폭넓게 이해한다. 그러나 저학년 아이들은 보편권리에 대하여 일관되게 이해하는 것이 어려우며, 캐나다에서는 1학년 학생 75%가 발언의 자유를 금지하는 것의 의미를 잘 모른다. 그러나 같은 연구에서는 또한 캐나다의 6-11세 아동들이 다수결, 균등대표(equal representation), 발언권(right to a voice)과 같은 원칙의 위배를 기반으로 하는 비민주적 시스템을 거부한다는 사실도 발견, 이는 어렸을 때부터 정치적 의사결정 기술에 대한 지식이 발생한다는 것을 증명한다.

## 생물 및 진화적 표지
성숙은 책임(responsibility)을 동반하는 획득 지위(earned status)인 반면, 미성숙은 진지한 책임의식 없이 순전히 말 그대로 성장을 위한 자유이다. 성장기는 특히 인간에게 중요하다. 인간은 유아기, 유년기, 소년기, 청년기라는 독특한 네 발달 단계를 거치는데, 이 발달 단계 패턴은 진화학상 경쟁하는 것의 이익을 부여한다고 이론화되어 왔다.(Locke & Bogin, 2006). 유아기에, 운동 발달이 삶의 초년기에까지 길게 이어지며, 엄마에게 거의 전적으로 의존하는 것이 필요하다. 이러한 무기력 상태에서 아이와 엄마의 유대는 매우 밀접해지게 되어, 아이와 엄마가 거의 떨어지지 않으며 아기는 양육자의 팔에서 거의 벗어나지 않는다. 인간을 제외한 영장류와 포유류 동물 전체에게 있어, 새끼에게 첫번째 영구치 어금니가 자라나면 수유를 중단하고 먹이를 주기 시작한다는 것을 의미하는데, 이때 아이는 처음으로 독립을 요구하게 된다. 반면 인간의 경우, 아이들은 먹이를 먹을 수 있는 운동 조절(motor control) 능력이 발달하지 않고 익히지 않은 날 음식을 소화시킬 능력이 없기 때문에, 유년기가 되기 전까지 항상 엄마나 양육자에게 적극 의존하게 되는 것이다.
전전두피질(prefrontal cortex)은 기획, 의사결정, 판단, 추론과 같은 인지기능을 담당하는데, 청소년기 초기에서 20대까지 가장 급격히 발달하고 성숙한다. 전전두피질의 성장에는 잘 사용하지 않는 시냅스(synapse)를 솎아내는 시냅스 가지치기(synaptic pruning), 그리고 두뇌 속 신경섬유(nerve fiber)의 수초형성(myelination)이 동반되어 나타난다. 이는 뉴런(neuron) 간의 전기 신호 전송을 절연시키거나 속도를 상승시키는 역할을 한다. 이러한 과정의 불완전한 발달을 통해, 반응 억제에 있어 청소년이 성인보다 두뇌 사용 범위가 좁고 혼선(cross-talk), 즉 두뇌 여러 영역 간의 의사소통이 더 적다는 사실을 발견하게 된다. 두뇌의 혼선은 리스크를 수반하는 것과 관련한 의사결정과 관련 있다. 미국 청소년을 대상으로 한 한 연구에 의하면, 위험한 행동이 좋은지 나쁜지에 대한 결정을 내려야 하는 과업에서 청소년들은 반응시간이 느리고 두뇌 여러 영역이 간여하도록 확산되는 것이 줄어든다는 것을 밝혔다. 슈타인베르크(Laurence Steinberg)는 사회정서적 정보(socioemotional information)를 처리하는데 활성화되는 두뇌 영역과 보상 정보(reward information)를 처리하는데 활성화되는 두뇌 영역이 상당히 중첩된다는 사실을 확인하였는데, 이러한 정보들은 리스크가 최고로 높은 동료들의 맥락에서 의사결정을 내릴 때 장애가 발생하게 된다고 한다. 한 연구에 의하면, 크고 장기적인 보상보다 작고 즉각적인 보상을 선호할 때 사회정서적 의사결정을 주로 담당하는 영역의 활성화가 증가한다.

## 사고 유연성과 비판적 사고 간 부적 연관성에 관한 주장 검토
성인은 아이동에 비해 비판적이지만 유연하지 못하다는 것을 정신적 성숙이라는 주장의 문제점은, 그러한 주장이 사고 유연성(plasticity)과 실제론 이와는 별도로 존재하는 비판적 사고(critical thinking) 간에 부적 연관성이 있다고 하는 것이다. 이러한 주장에 대한 비판적 입장에서는, 여러 사고들을 명확히 구분하고 각각의 사고에 대하여 비판적으로 평사하는 능력은 자기수정(self-correction) 능력을 줄이는 것이 아니라 늘리며, 사고 유연성과 비판적 사고 간의 연광성도 부적(negative)이 아닌 정적(positive)이라는 것이다.

## 법률•정치 이슈
성숙을 정의하고 기준을 마련하는 것은 청소년 범죄자의 형사 책임 문제와 법적 연령(legal age)에 적용되어 왔다. 성인 연령의 법적 제한을 정한 성년(age of majority)이라는 개념은 성인이 되면 개인이 자기자신 및 자신의 행동이나 의사결정을 통제하는 것을 인지하고 있다는 것을 전제한다. 가장 흔한 성년 경계는 18세이며, 나라나 지역에 따라 14-21세까지 다양하다. 성년은 사법권 상의 법적 연령이지만, 성적 합의나 음주 및 흡연 등에 있어 법률상의 성년 연령은 저마다 다르다. 연령에 기반한 성숙도 연령 제한 외에도, 지적 능력의 미성숙에 기반한 제한 역시 후견이 필요할 정도로 정신 질환이 있는 여러 정신 지체자들에게도 적용되어, 이들에겐 투표권이 제한되며 법정에서도 정신적으로 문제가 없다는 사실을 증명할 것을 요구한다. 아동들에 대한 제한처럼, 이들에게도 자유가 제한되고 부모의 후견 권한이 주어진다.
아동과 정신질환자에게 투표권이 부여되지 않는 이유로 언급되는 것 중 하나는 선거를 이해하기에는 지능상 너무 미성숙하기 때문이다. 이러한 관점은 성인 선거 인구에 관한 근심에서도 반복되며, 평가자들은 시민덕성(civic virtue)이나 사회자본(social capital)의 축소에 대한 근심을 언급하는데, 이는 선거 인구에 대한 정치적 지능에 대한 일반적인 공황을 반영한다. 비판자들은 청소년 문화(youth culture)가 정치 이슈를 피상적으로 다루는 현대 대중매체의 병폐에 기여한다고 보지만, 청소년들과 정치적 관점에 대해 인터뷰를 하면 청소년들은 자신들이 정치에서 권한 없는 자신들의 상태에 대한 좌절감과 정치인들의 행동에 대한 강한 냉소를 보여왔다. 일부 연구자들은 이러한 냉소적인 태도를 이들이 느끼는 소외감과 정치적 의사결정으로부터의 법적 배제를 합리화하는 방식으로 설명하려 한다.
어린이 선거권에 반대하는 또다른 이유는 어린이가 매체와 기타 사회적 압박에 의해 심하게 휘둘려서 편견을 갖게 될 것이라는 것이다. 그러나 이런 관점은 입증된 자가 없다. 청소년들과의 인터뷰를 통해, 이들이 뉴스 프로그래밍, 매체 편향, 증거의 중요성, 이들이 가지고 있는 증거의 이점에 대한 논쟁의 평가에 대한 지식뿐 아니라, 증거 사용에 대한 주장 형성에 대하여 준비된 상태가 많다는 사실이 밝혀지게 되었다. 인지 연구에서 1970년대 수행된 일부 연구들은 청소년들이 발언의 자유와 같은 민주주의 원칙을 이해하는 것에 관하여 회의적인 관점을 제시하였다. 그러나, 이 연구는 간단치 않고 모순되는 내용의 삽화들을 사용한 것으로 인정되고 있는데, 이러한 삽화들은 계속 발달하는 언어적 인지적 스킬들에 대한 요구치를 높게 설정하였다. 이는 개인의 정치적 권한을 이해하는데 필요한 것은 아니다. 최근 연구에서는 초등학생조차 발언의 자유라는 개념이 있으며, 8-9세에 이르면 이 개념은 개인의 자율성에 대한 관심을 뛰어넘어 정치적 목소리를 내는 권리가 갖는 사회적 함의와 중요성을 숙지하는 것으로까지 확장된다는 것을 발견하였다.
정신지체자나 미성년자가 범죄자일 경우, 이들에 대한 사형 집행이 공정한 것인지 여부를 판단할 때에도 성숙을 고려하였다. 버지니아주 앳킨스 판례(Atkins v. Virginia)에서, 미국 대법원(U.S. Supreme Court)의 정신지체자 사형 집행 금지 결정은, 실수를 이해하고 처리하며 경험으로부터 배우는 능력, 논리적 추론을 하는 능력, 충동을 제한하는 능력, 타인의 반응을 이해하는 능력의 저하가 (정신지체자들의) 유책성(criminal culpability)에 대한 시각이 감소되어 있다는 사실을 입증하는 증거라는 사고가 그 기반에 있다.

## 문화•종교 이슈
유대교(Jewish religion)에서, 바르(Bar) 혹은 바트 미츠바(Bat Mitzvah, 율법에 복종하는 주체라는 뜻)는 유대교 아동이 도덕적 윤리적으로 행동에 책임을 지며, 토라(Torah)를 발췌해 읽어줄 수 있는 자격은 물론 토라 내에 적힌 613개 율법을 준수할 책임이 있다는 것을 선언하는 의식이다. 전통적으로, 이 의식은 성인에게 법적 권한은 물론 혼인권도 부여하였다. 이와 비슷하게 기독교 교회에서는 청소년 초기에 통과의례(rite of passage)로서 견진성사(Confirmation)를 연다. 견진성사는 유대교의 바르와 바트 미츠바 의식보다는 실질적인 책임이 적지만, 윤리적 도덕적 영향력이 있다. 모든 교회에서는 성인 기독교도들은 주일마다 교회에 가서 주기적으로 자신의 죄를 고백할 의무가 있다. 특정 종파에서는 아동에게 이러한 의무를 저버리는 것은 지옥으로 추방되는 처벌을 받는 대죄(mortal sin)가 된다고 경고한다.
프롬(prom)은 졸업하는 그 해 마지막 학기 전이나 학기 다음, 혹은 졸업 이후에 축하하는 의미로 열리는 행사이다. 다양한 파티, 의식, 모임이 열리며, 학술, 유대, 작별 등에 초점을 맞춘다. 일부 서구 유럽 국가에서는 학위 후 파티에서 공책과 마지막 프로젝트를 불사르는 행사가 있다. 콜롬비아나 미국 등 일부 국가에서는 프롬은 학술적 성취와 성적 성숙을 모두 축하하는 기능을 갖고 있다. 라틴아메리카 일부 국가의 킨세아녜라(Quinceañera), 필리핀의 데뷔(Début), 중국의 계례(笄禮), 미국의 스위트 식스틴(Sweet Sixteen)은 졸업과 밀접하며, 전환기(transition)에 대한 중요성과 인식을 강조한다. 그러나 최근까지 이러한 의식들은 대부분 소녀들을 대상으로 행해졌다.
많은 전통들에서는 초경(menarche)이라는 중요한 성숙지점을 축하한다. 초경은 다양한 장식으로 치하되지만, 일부 유대교 전통에서는 초경을 더럽힌다는 것으로 인식하고, 이를 씻어내어 몸을 더럽히지 않는가는 것을 확실히 한다는 형태로 관습화되었다. 이는 여성을 경제적 정치적 사건에 참여하는 것을 차단한다는 목적을 발휘하였다. 뉴질랜드 마오리족(Maori), 캐나다 유콘(the Yukon) 준주의 티네 인디언(Tinne Indians), 멕시코 치치밀리아족(Chichimilia), 에스키모족(Eskimos) 등은 초경 시간과 그 위험에 대한 부정적 신념을 갖고 있다.
소년 소녀에게 있어, 몸에 상처내기(scarification)나 골려주기(hazing) 같은 신고식은 통과의례로 사용된다. 이러한 관습은 남자들에게 있어 고통 인내와 충성에 대한 기대감을 시험하고 단언한다. 군대에서도 신병훈련소에서의 훈련과 같은 증명 의식이 있는데, 이는 신병 훈련 외에도 조직 내에서 신병이 성숙했으며 이를 통해 성공적인 경험을 쌓게 되었다는 것을 명확하게 인정한다. 여러 문화권에서 많은 직군이나 사회집단은 집단 내 성숙의 층을 인정해 준다. 이는 성숙을 지위 형태의 일종으로 강조한다.

## 연령
나이가 많을 수록 더 성숙하고 신뢰도 더 크다고 보통 생각하지만, 심리학적 성숙은 나이에 따라 결정되는 것이 아니다. 그러나 법에서는, 사람은 특정 나이에 이르기 전까지는 운전, 성적 합의, 계약서 서명, 의학적 결정 등 특정 과업을 수행하기 충분할 만큼 심리적으로 성숙하지는 않는다고 본다. 실제로, 미국 청소년 법정(juvenile court)을 개설하는데 일익한 판사 줄리안 맥(Julian Mack)은 청소년은 성숙하지 않아서 항상 좋은 결정을 내리지 못한다는 신념 하에 소년 재판(juvenile justice)을 시행하지만, 이는 청소년들이 성인보다 교정하기 쉽다는 것을 의미한다고 말하였다. 그러나 심리적 성숙과 나이와의 관계는 어려운 것이며, 성숙도를 결정하는 방식에 많은 토론이 있어 온 바, 이러한 논의에서는 성숙과 나이와의 관계가 갖는 주관적인 특성, 현재 처해 있는 환경과의 관련성, 기타 요인 등을 고려하며, 특히 종교, 정치, 문화, 법률 등 사회적 이슈들과도 연관성이 있다.

## 같이 보기
- 성인 발달
- 킨세아녜라